# Philippe Couprie
Pour les articles homonymes, voir Couprie.
Philippe Couprie, né le 18 juillet 1962, est un athlète handisport français.

## Carrière
Philippe Couprie participe à quatre éditions des Jeux paralympiques. Aux Jeux paralympiques d'été de 1988 à Séoul, il est médaillé d'argent du marathon A1-3A9L1-2 et médaillé de bronze du 800 et 1 500 mètres A1-3A9L1-2 ; quatre ans plus tard, il n'obtient aucun podium aux Jeux paralympiques d'été de 1992 à Barcelone. Il est champion paralympique du relais 4x400 mètres T52-53 et médaillé de bronze du 1 500 mètres T52-53 aux Jeux paralympiques d'été de 1996 à Atlanta. Il est champion paralympique du relais 4x400 mètres T54 aux Jeux paralympiques d'été de 2000 à Sydney.
Il est également médaillé d'argent du 1 500 mètres T4 aux Jeux de la Francophonie de 1994.